# Русов, Николай Николаевич
Николай Николаевич Русов (1884, Серпухов, Московская губерния — после августа 1942) — русский советский прозаик, публицист, поэт, литературный критик.

## Биография
Сын чиновника. Дед Н. Н. Русова по отцу был незаконным сыном князя Урусова.
С 1902 обучался на славяно-русском отделении историко-филологического факультета Московского университета. Был членом Соловьевского религиозно-философского общества и Литературно-художественного кружка, участвовал в работе студенческих обществ: историко-филологического и общества искусств, делал доклады о В. К. Тредьяковском, С. Я. Надсоне, символизме и др.
Во время революции 1905 года увлёкся анархизмом.
В октябре 1908 года Русов, к тому времени более года назад уволенный из университета, был одним из двух молодых людей, вручавших Л. Н. Толстому приветственный адрес студентов Московского университета по случаю 80-летия писателя.
После Октябрьской революции 1917 года Русов работал в политотделах Красной армии, ездил по России с лекциями. В конце 1919 года в Екатеринбурге провел два месяца в тюрьме у красных. В 1920 году состоял в Московском союзе анархистов; свои политические взгляды и на допросе 1927 года определял как анархо-индивидуализм.
В начале 1920-х годов Русов печатался в центральной газете «Известия», писал обзоры и рецензии для берлинской газеты «Накануне», например «Розанов и Достоевский», «Флоренский против Коперника». Статьи Русова печатались в альманахе «Возрождение». Позже — в отраслевой печати. В послереволюционное время ему удалось издать только одну книгу — роман «Обломки» (М., 1924; 2-е изд. М., 1926). Не был издан ни «Словарь русских мыслителей», над которым он интенсивно работал с 1918 по 1922, ни роман в стихах «Ярый год» (первоначальное название «Девятьсот пятый»), который он писал в первой половине 1930-х, ни другие его произведения. В 1927 и 1930 Русов подвергался аресту, увольнялся со службы. Последнее свидетельство о нём — его письмо А. Ф. Лосеву, написанное в августе 1942.

## Творчество
Дебютировал в 1905 со стихотворением «В последний раз». С осени 1907 начал сотрудничать в газете «Вечерняя заря», где писал о В. Комиссаржевской, В. Мейерхольде, пьесах А. Блока, и в журнале «Перевал», где поместил статью «Андрей Белый и социал-демократия». Тогда же в первом выпуске журнала «Белый камень» были напечатаны два его новых стихотворения . В 1911 выпустил хрестоматию «Помещичья Россия по запискам современников» — отрывки из мемуаров и записок XVIII — начала XIX века. Постепенно от журналистики перешёл к написанию романов и повестей
Проза Русова пользовалась популярностью среди читателей и вызывала благожелательные отзывы критиков.

## Избранные произведения
- О нищем, безумном и боговдохновенном искусстве: исследование (хрестоматия, 1910)
- Помещичья Россия по запискам современников (1911)
- Отчий дом (роман, 1911)
- Озеро (роман, 1912)
- Повести (1913)
- Любовь возвращается (повесть, 1913),
- В старой усадьбе (пьеса, 1913),
- Историческая панорама Санкт-Петербурга и его окрестностей (в соавт. 1911—1915),
- Первый цвет (повесть, 1916),
- Золотое счастье (повесть, 1916),
- Обломки (роман, 1924).